# 麻賀多神社 (佐倉市鏑木町)
麻賀多神社（まかたじんじゃ）は、千葉県佐倉市鏑木町にある神社。旧社格は郷社。

## 祭神
- 稚産霊命

## 由緒
千葉県は古来、麻の産地であり「総国（ふさのくに）」の総は麻を表している。その中にある印旛地方は下総国成立以前は印旛国であり、朝廷より国造が派遣されていた。その国造に多氏の伊都許利命が就任しており、その国造が代々祀ってきたのが当社である。「麻の国で多氏が賀す神の社」と訓読みすることができる。
江戸時代になると神社の西方に土井利勝が佐倉城を築き、その城主となってからは、当社はこの地方の氏神であるばかりではなく、城の追手門近くに鎮座する神社なので、城地鎮護・佐倉藩総鎮守の神として代々の城主・家臣に篤く崇敬された。現在の社殿は1843年（天保14年）に、のちに幕府の老中首座を務めた藩主堀田正睦が新たに建て替えたものである。

## 文化財

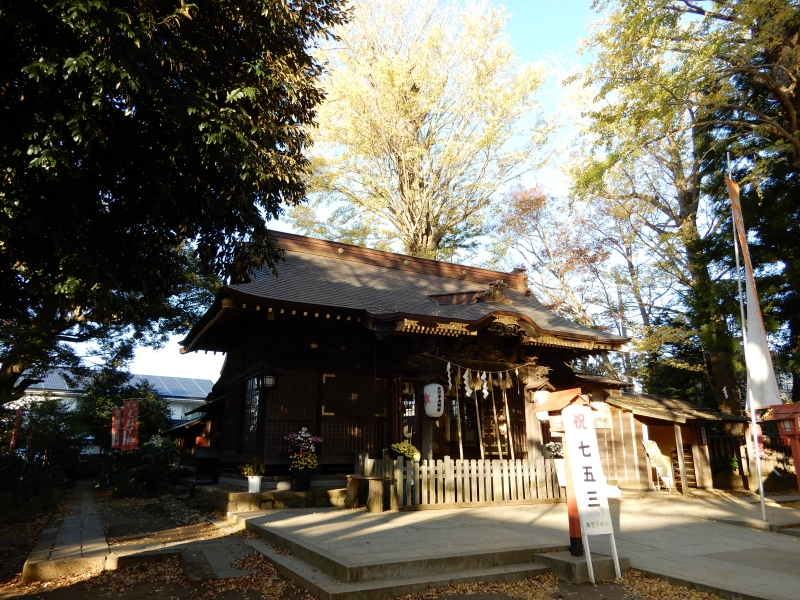
拝殿

以下の物件が文化財に指定されている。
- 県指定有形文化財
  - 紫裾濃胴丸
- 市指定有形文化財
  - 麻賀多神社神輿
  - 銅釣灯籠
- 市指定史跡
  - 香取秀真おいたちの地

## 所在地
- 千葉県佐倉市鏑木町933-1